# Минеичи Кога
Минеичи Кога (јап. 古賀峯一; 25. септембар 1885 — 31. март 1944) је био адмирал флоте јапанске царске морнарице у Другом светском рату и наследник адмирала Јамамота на месту команданта Комбиноване флоте.

## Рани период
Кога је рођен 1885. године у чувеном керамичком центру Арита у области Нишимацура - Префектура Сага. Он дипломоира у 34. класи на јапанској царској поморској академији 1906. године, као 14. од 176. кадета.
Као подофицир служи на крстарици Мацушима са којом крстари током навигацијског тренинга, и обилази Хонолулу, Хило, Велингтон, Бризбејн, острво Палм, Квинсленд, Џакарту, Сингапур, Макунг, Ћингдао, Порт Артур, Таилен, Инчон, Чинхаи и стиже у Кагошиму. По повратку у Јапан, он је унапређен у чин Ensigm (еквивалент: Потпоручник) и прелази да служи на бојни брод Катори, затим на крстарицу Отова, па на крстарици Сума.
Као Sub-Lieutenant (еквивалент: Поручник Корвете) служи на крстарици Соја и бојни брод Аки, а као Lieutenant (еквивалент: Поручник Фрегате) од 1911. године служи на бојном броду Кашима.
Након даљег школовања на поморском ратном колеџу у Јапану, Кога је радио као књиговођа у обалном штабу пре него је дипломирао, и унапређен је у чин Lieutenant commader (еквивалент: Поручник Бојног Брода) 1917. године. Будући да није учествовао у Првом светском рату, Кога 1920. године одлази на специјализацију у Француску. Он се враћа у Јапан 1922. године, и постаје извршни официр на крстарици Китаками. Након унапређења у чин Captain (еквивалент: Капетан Фрегате) 1926. године, он је поново послат у Француску, где служи као војни аташе у Паризу до 1. новембра 1928. године.
Кога је опозван у Јапан 1930. године и поверена му је команда над поморском станицом Јокосука. Он постаје командант тешке крстарице Аоба од 31. децембра 1930. године, а бојног брода Исе од 31. децембра 1931. године, до његовог унапређења у чин контраадмирала 31. децембра 1932. године, кад постаје начелник обавештајног одељења јапанског адмиралштаба.
Кога постаје заменик начелника јапанског адмиралштаба и унапређен је у чин вицеадмирала 31. децембра 1936. године, мало пре почетка другог Јапанско-Кинеског рата 1937. године.
Он постаје 1939. године командант 2. флоте, а од септембра 1941. године је командовао флотом кинеске области. Кога заједно са адмиралом Јамамотом предосећа рат са Сједињеним Америчким Државама, али се не слаже са мишљењем адмирала Јамамоте у погледу употребе морнаричке авијације, оставши чврст заступник употребе бојних бродова, све док каснији догађаји током Пацифичког рата, нису показали да је његово гледиште застарело.

## Други светски рат
Кад је почео рат на Пацифику, Кога командује поморским операцијама током освајања Хонгконга од 9. до 31. децембра 1941. године. Након смрти адмирала Јамамота 18. априла 1943. године, Кога постаје командант Комбиноване флоте 21. маја 1943. године. Његов заставни брод је био бојни брод Мусаши.
Кога покушава да поврати снагу јапанским поморским операцијама, реорганизацијом Комбиноване флоте у оперативне ескадре створене око носача авиона, по узору на морнарицу Сједињених Америчких Држава, и организује морнаричке авионе базиране на копну да дејствују заједно са авионима који се налазе на носачима авиона. Оперативно, он намерава да изведе енергично контра-офанзиву на Алеутским острвима, како би разредио америчке снаге и намамио америчку флоту у велику поморску битку у 1943. године. Међутим, велики јапански губици авиона базираних на копну и носачима авиона у области централног Пацифика, принуђују јапанске снаге да се повуку са Гилбертових и Алеутских острва до краја 1943. године. Кога постепено усваја већи конзервативни став, покушавајући да сачува његове преостале снаге, како би могле нанети што већу штету Американцима, чим се ови пиближе ка Филипинским острвима.
Кога је погинуо кад се његов авион Каваниши Х8К срушио током тајфуна, између база Палао и Давао, док је надгледао повлачење Комбиноване флоте из базе Палау, 31. марта 1944. године. Његова смрт није објављена до маја 1944. године, када га је на месту команданта Комбиноване флоте заменио адмирал Соему Тојода.
Кога је постхумно унапређен у чин Адмирала-флоте и оржан му је државни спровод. Његов гроб се налази на јавном гробљу Тама Реин у Токију.